# Ребёнок-актёр

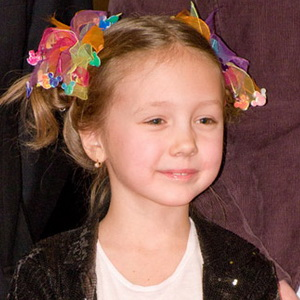
Екатерина Старшова на премьере фильма «Чёрная молния» в киноцентре «Октябрь» 21 декабря 2009 года

Ребёнок-актёр (ребёнок-актри́са) — термин, относящийся к детскому актёрству в кинофильмах и на телевидении. Близок по значению к термину подросток-актёр. В русском языке также есть понятие «юный актёр», однако под этим термином подразумеваются как дети-актёры, так и подростки-актёры.

## Регулирование деятельности
В некоторых странах деятельность детей-актёров регулируется профсоюзами (если таковые существуют) и государственными и федеральными законами. Например, в Калифорнии рабочие часы для детей-актёров ограничены, а опасные трюки с их участием запрещены.
В США предусмотрен закон, освобождающий несовершеннолетних лиц, работающих в сфере развлекательного бизнеса, от положений Закона о детском труде. В то же время ограничения, накладывавшиеся законами США на продолжительность съёмочного дня детей-актёров, вызвали широкое распространение во второй половине XX века очень своеобразной негласной практики, особенно при производстве телесериалов — приглашения на роль одного и того же персонажа-ребёнка исполнителей-близнецов (каждый из них участвовал только в одной половине от «взрослой» дневной актёрской смены). В качестве иллюстрации можно упомянуть исполнительниц роли Табиты, дочери главных персонажей ситкома «Моя жена меня приворожила»: после первоначальных сцен с новорожденной, в роли взрослеющей девочки последовательно сменяли друг друга три пары близняшек всё более старшего возраста, пока в последней из пар не одержал верх талант Эрин Мёрфи. Также характерны примеры актёрских карьер Мэри-Кейт и Эшли Олсен, Дилана и Коула Спроус и других.

## Опыт в России

### Отборы
В России детей для кино и телевидения отбирают в основном по тому же принципу, что и взрослых — по базе данных крупных киностудий . Но, поскольку представленных в базе данных детей бывает на порядок меньше, кинематографистам приходится обращаться в частные актёрские или даже модельные агентства. В иных случаях по финансовым или каким-то другим соображениям также могут пригласить ребёнка «из улицы». Иногда в кино приходят дети после участия в киножурнале «Ералаш» (удачные примеры — Александр Головин, Александр Лойе, Дмитрий Мартынов, Анастасия Сиваева), а также в рекламах (Диана Шпак, Павел Меленчук, Луиза-Габриэла Бровина).

### Контракты
В российской киноиндустрии к составлению договоров с ребёнком подходят более кропотливо, чем со взрослым. По стандарту в России рабочий день ребёнка не должен превышать 4 часов в сутки. В договоре также оговариваются мельчайшие детали, обязательные для детей: рацион питания, условия отдыха, предоставление педагогов (если съёмки проходят во время учебного года) и т. д. В договорах обычно также присутствует пункт, по которому родители, формально представляющие детей, обязуются «поддерживать ровное, хорошее настроение ребёнка». Гонорар ребёнку выплачивается по той же системе, что и взрослому — по количеству съёмочных дней и его творческого резюме. С учётом того, что одна серия какого-нибудь сериала может сниматься до 20 рабочих дней, гонорар в среднем может составлять около 500 у. е..
Карьера детей-актёров, как правило, длится недолго. Некоторые юные актёры, получив широкую известность в нескольких фильмах, сами не помышляют о продолжении актёрской карьеры, находя себя в профессиях, далёких от кино.
Например, Наталия Гусева, сыгравшая в популярном детском фильме «Гостья из будущего» (1984) Алису Селезнёву, работала в НИЦ эпидемиологии и микробиологии имени Гамалеи, руководила производством иммунобиологических препаратов; Лина Бракните, исполнившая роль Суок в фильме «Три толстяка» (1966), получив историческое образование, более 20 лет проработала в библиотеке Института истории АН Литовской ССР; Ирина Волкова, известная по главной роли в фильме «Ох, уж эта Настя!» (1971), стала архитектором, а Филипп Рукавишников, сыгравший Майкла Бэнкса в «Мэри Поппинс, до свидания!» (1984) — скульптором, членкором Российской академии художеств. Исполнитель главной роли в фильме «Расмус-бродяга» (1978) Кирилл Полтевский, получив высшее химическое и экономическое образование, сделал успешную управленческую карьеру, занимая руководящие должности в российских торговых, финансовых и телекоммуникационных компаниях. А снявшиеся в польском фильме «О тех, кто украл Луну» 13-летние близнецы Лех и Ярослав Качиньские стали соответственно президентом и премьер-министром Польши.
Судьба некоторых детей-актёров, особенно мальчиков, складывается трагически. Погиб после передозировки наркотиков Брэд Ренфро, повесился после длительной депрессии Джонатан Брэндис, выбросился из окна исполнитель главной роли в фильме «Тайна Снежной королевы» (1986) Ян Пузыревский, рано ушли из жизни и многие другие дети-актёры. Особенно трагично сложилась судьба Сергея Шевкуненко, наиболее известного по роли пионера Миши Полякова в фильмах «Кортик» и «Бронзовая птица», избравшего преступный путь, отбывшего несколько тюремных сроков общей сложностью 14,5 лет и впоследствии убитого членами соперничающей преступной группировки. Трудно[кому?] сказать, является ли это последствием своего рода «звёздной болезни» или сам характер и дарования конкретных юных актёров подталкивают их к такому финалу.
В то же время, гибель некоторых детей-актёров, произошедшая в силу «естественных» причин и никак не связанная с криминалом и пр., нередко становится основой для различных слухов, досужих спекуляций и необоснованных «журналистских расследований». Например, исполнитель главной роли в фильме «Гостья из будущего» Алексей Фомкин, так и не сделав карьеры ни в кино, ни в обычной жизни на почве алкоголизма, в 1996 году  погиб при пожаре в городе Владимире, исполнитель роли Димы Сомова в фильме «Чучело» Дмитрий Егоров (1970-2002) стал наркоманом и погиб при невыясненных обстоятельствах, а исполнитель главной роли в детском музыкальном фильме «Волшебный голос Джельсомино» Сергей Крупеников в 2012 году стал жертвой обычной аварии, будучи сбит на велосипеде мотоциклистом.
В то же время, есть примеры, когда дети остаются в кино. Эти примеры достаточно регулярны в истории кинематографов стран Восточной Азии, для которых вообще характерно раннее (зачастую семейное) вхождение в исполнительские профессии, однако встречаются и в России, и на западе. Дима Иосифов, сыгравший Буратино в фильме «Приключения Буратино», в настоящее время является кинорежиссёром и актёром. «Васечкин» из серии фильмов «Приключения Петрова и Васечкина» Егор Дружинин отошёл от кино, однако успешно продолжил карьеру как хореограф, а впоследствии — как театральный актёр и режиссёр. Фёдор Стуков, Владислав Галкин, Мария Миронова снявшиеся в фильме «Приключения Тома Сойера и Гекльберри Финна», на сегодняшний день продолжает эпизодически сниматься, а также режиссирует телесериалы и документальные фильмы.
В западном кино в таком качестве известны сёстры Олсен, Линдси Лохан, Элайджа Вуд, Натали Портман, Генри Томас, Дэниел Рэдклифф и другие, одни из достаточно многих в восточноазиатском — Хибари Мисора и Фун Поупоу, причём последнюю можно отнести и к «не помышлявшим» — на фоне «конвейера» эксплуатации её таланта в детстве приёмным отцом (режиссёром Фэн Фэном, снявшим её самостоятельно или «одолжившим» примерно в 80 фильмов ещё до достижения ею десятилетнего возраста), по достижении совершеннолетия она «сбежала» из киноиндустрии c привлечением внимания госорганов к своей проблеме. Впоследствии она вернулась на взрослые роли, но ещё долго не могла смотреть фильмы со своими детскими ролями. Успешно развивается кинокарьера юных акёров Уны Лоуренс, Бруклин Принс и Оакса Фегли.
Некоторые дети-актёры, повзрослев, или не пользуясь вниманием режиссёров, уходят на телевидение, в рекламу, модельный бизнес (Стефания Поталиво, Фатима Птачек). Некоторые, периодически и без особого успеха продолжая сниматься, пробуют себя в шоу-бизнесе (Маколей Калкин).
Наиболее характерным примером удачной карьеры детей-актёров на Западе можно назвать судьбу подростков, занятых в масштабной телепостановке американского телеканала HBO «Игра престолов»: Мэйси Уильямс (Арья Старк), Айзека Хэмпстед-Райта (Бран Старк), Арта Паркинсона (Рикон Старк), Лино Фасиоля (Робин Аррен), Дина-Чарльза Чэпмена (король Томмен Баратеон), Нелл Тайгер Фри (Мирцелла Баратеон), Нелли Инграм (Ширен Баратеон), Бренока О’Коннора (брат Ночного Дозора Олли), Беллы Рамзи (леди Лианна Мормонт) и др. Успешно сыграв свои роли в сериале и заслужив высокие оценки со стороны критиков и зрителей, они получают новые роли в очередных кино- и телепроектах.